# Marien Defalvard
Pour les articles homonymes, voir Defalvard.
Marien Defalvard est un écrivain et poète français né le 20 février 1992 dans le 14e arrondissement de Paris.

## Biographie

### Origines et formation
Fils de l'économiste Hervé Defalvard, Marien Defalvard naît le 20 février 1992 dans le 14e arrondissement de Paris. 
Il passe son enfance à Orléans, et suit sa scolarité au collège Saint-Charles (2001-2005), puis au lycée Jean-Zay (2005-2008). Deux fois lauréat du concours général, il obtient son baccalauréat à 16 ans, en 2008, avant d'entamer une hypokhâgne à Orléans au lycée Pothier puis à Paris au lycée Louis-le-Grand.

### Carrière littéraire
En 2007, après avoir produit quelques textes de jeunesse, Marien Defalvard entreprend l'écriture de son premier roman.
Du temps qu'on existait paraît en 2011 ; il se distingue par le style de son auteur, qui surprend par rapport à sa jeunesse. La réception du roman est marquée par des réactions tranchées et contradictoires : si Jérôme Garcin y décèle « une prose somptueuse et maniérée », Jérôme Dupuis qualifie le livre de « pavé indigeste ».
Du temps qu'on existait retient l'attention des critiques à l'occasion de la rentrée littéraire 2011 au côté de L'Art français de la guerre d'Alexis Jenni : il reçoit les prix de Flore et du premier roman, et figure dans la première sélection du Renaudot, et du Décembre.
En 2016, Marien Defalvard publie un premier recueil de poèmes, Narthex,,.
L'année 2021 voit son retour à la forme romanesque avec L'Architecture, « livre qui a été écrit début 2017, presque d’un seul élan, après tant d’années d’impossibilité à la prose », indique l'auteur.

### Vie personnelle
Marien Defalvard fait plusieurs séjours dans des hôpitaux psychiatriques, à la demande de ses parents, à partir de 2008,.
Il est condamné à six mois de prison avec sursis en 2014 pour avoir porté des coups à sa mère,. Brouillé avec ses parents, il juge en 2021 que sa famille (ses parents et ses deux sœurs) est « une catastrophe ».
En 2024, il est condamné à quatre mois de prison ferme pour filouterie en récidive (préjudice s'élevant à 73 €), en raison de sa condamnation avec sursis un mois plus tôt et alors qu'il était placé sous contrôle judiciaire avec interdiction de se rendre dans des restaurants et des débits de boissons. Le fait de partir sans payer l’addition d’un restaurant est présenté comme un « jeu », note le quotidien régional La République du Centre. Marc Alpozzo souligne à ce propos dans Entreprendre : « À croire qu’en France on ne sait apprécier et protéger nos derniers poètes, nos dernières valeurs sûres ! On préfère les enfermer au cachot, les envoyer au bagne, leur faire passer le pont des Soupirs. »

## Œuvres
- Du temps qu'on existait, Paris, Grasset, 2011 (réimpr. 2012), 372 p. (ISBN 978-2-246-78738-9) Prix de Flore 2011[11]
Prix du premier roman 2011[12]
- Narthex, Paris, Exils, coll. « Littérature », 2016, 235 p. (ISBN 978-2-912969-75-0)
- L'Architecture, Paris, Fayard, 2021, 304 p. (ISBN 978-2213717456)